# Un escàndol d'estat
Un escàndol d'Estat (títol original en francés: Enquête sur un scandale d'État) és una pel·lícula francesa dirigida per Thierry de Peretti, estrenada l'any 2022. Aquesta pel·lícula ha estat doblada i subtitulada al català.

## Argument
La pel·lícula és un thriller que tracta sobre un cas real de narcotràfic que l'any 2015 va implicar al govern francès.